# 꼬마 한스

독일 동요〈꼬마 한스〉

《꼬마 한스》(Hänschen klein)는 독일 동요이다. 일본어로 번안되어 《나비야》(일본어: 蝶々))라는 제목으로 알려졌으며, 이것이 그대로 한국어로 번역되어 알려졌다. 원곡은 독일 작센주 드레스덴의 교사인 프란츠 비데만(Franz Wiedemann, 1821년~1882년)이 지었다. 원래 내용은 한스라는 남자아이가 집을 떠나 세상을 여행하고 성장해서 집으로 돌아오는 내용의 노래이다. 오늘날에는 축약돼서 떠나지 않는 내용의 가사로 불린다.